# Eclissi solare del 13 settembre 2015
L'eclissi solare del 13 settembre 2015 è un evento astronomico che ha avuto luogo il suddetto giorno attorno alle ore 6.55 UTC.